# Wir sind des Geyers schwarzer Haufen
Wir sind des Geyers schwarzer Haufen je meziválečná německá pochodová píseň. Text písně, složené kolem roku 1920, pochází z básně Ich bin der arme Konrad bavorského básníka a dělostřeleckého důstojníka Heinricha von Redera (1824–1909). Melodii písně upravil v roce 1919 německý písničkář a pozdější nacistický politik Fritz Sotke (1902–1970). Jako píseň o německé selské válce se text písně vyznačuje silnou antiklerikální a antišlechtickou tematikou.

## Historie
Název písně (do angličtiny překládán jako „We are Geyer's Black Bunch“) a její text odkazují na Floriana Geyera (1490 – 10. června 1525) a jeho Černou rotu, těžkou jezdeckou jednotku, která bojovala na straně sedláků během německé selské války. Geyerova Černá rota byla mezi současníky proslulá decimováním katedrál a hradů a hromadnými popravami duchovních a šlechticů. Text písně z této pověsti těží a obsahuje odkazy na činy Černé roty: „Setzt aufs Klosterdach den Roten Hahn!“ („Vztyčte červeného kohouta [plameny] na klášterní střeše!“).
Píseň vznikla v širším kontextu německých mládežnických hnutí z období Výmarské republiky a zpívalo ji mnoho různých politických skupin napříč politickým spektrem. Píseň je pozoruhodná tím, že byla zařazena do oficiálních zpěvníků Německé nacistické strany i Národní lidové armády Německé demokratické republiky.
V současnosti je píseň Wir sind des Geyers schwarzer Haufen stále oblíbenou v podání různých německých hudebních skupin. V závislosti na konkrétním aranžmá a interpretovi může být text písně pozměněn nebo oslaben. Mezi běžné záměny patří nahrazení slovního spojení „klášterní střecha“ prostým „rytířská střecha“, nebo dokonce úplné vynechání některých veršů (např. „Des Edelmannes Töchterlein, heia hoho, soll heute uns're Buhle sein“).
Předposlední verš závěrečné sloky písně („Unsre Enkel fechten's besser aus“) se nachází na památníku v Osterhausenu u Eislebenu v Sasku-Anhaltsku, který připomíná německou selskou válku z roku 1525 a německou pozemkovou reformu z roku 1945. Přísaha „Naši vnuci budou bojovat lépe“ se podle tvůrců památníku zřejmě naplnila o několik generací později.

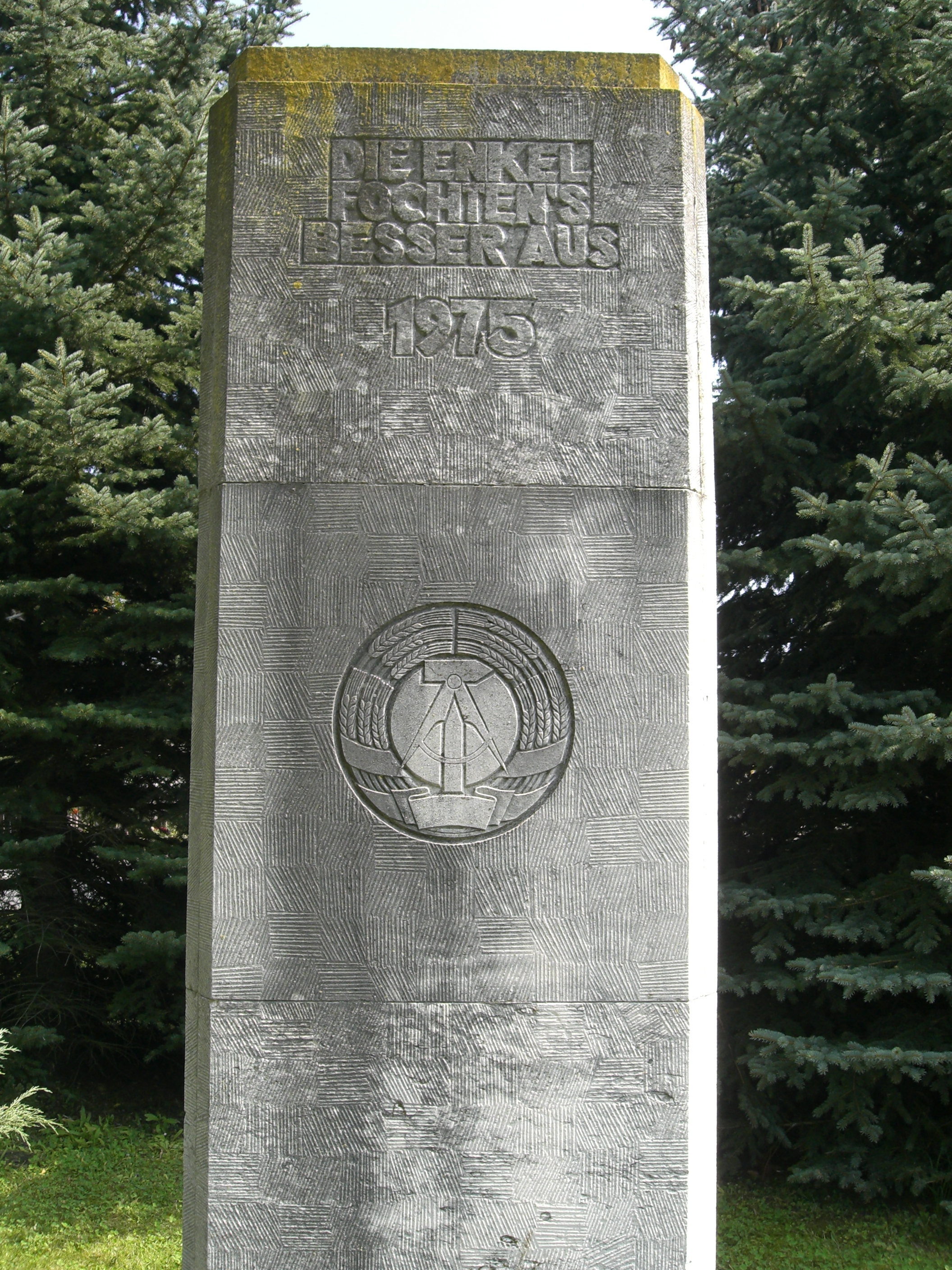
Památník německé selské války z roku 1525 a současně i německé pozemkové reformy z roku 1945 v Osterhausenu v Sasku-Anhaltsku. Nápis „Die Enkel fochten's besser aus“ odkazuje na tuto píseň.

## Text a překlad
Poznámka: V závislosti na konkrétním interpretovi a aranžmá se mohou texty lišit.
| Německy | Anglický překlad | Nazpíváno Billem Berrym |
| Wir sind des Geyers schwarzer Haufen, Hei a ho ho! Und wollen mit Tyrannen raufen, Hei a ho ho! Spieß voran, drauf und dran, Setzt aufs Klosterdach den roten Hahn! Wir wolln's dem Herrn im Himmel klagen Kyrieleis! daß wir die Pfaffen nicht dürfen totschlagen Kyrieleis! Spieß voran, drauf und dran, Setzt aufs Klosterdach den roten Hahn! Als Adam grub und Eva spann, Kyrieleis! Wo war denn da der Edelmann? Kyrieleis! Spieß voran, drauf und dran, Setzt aufs Klosterdach den roten Hahn! Jetzt geht's auf Schloß, Abtei und Stift, Heia hoho! uns gilt nichts als die Heilge Schrift, Heia hoho! Spieß voran, drauf und dran, Setzt aufs Klosterdach den roten Hahn! Uns führt der Florian Geyer an, Trotz Acht und Bann! Den Bundschuh führt er in der Fahn, Hat Helm und Harnisch an! Spieß voran, drauf und dran, Setzt aufs Klosterdach den roten Hahn! Bei Weinsberg setzt' es Brand und Stank, Heia hoho! Gar mancher über die Klinge sprang, Heia hoho! Spieß voran, drauf und dran, Setzt aufs Klosterdach den roten Hahn! Des Edelmannes Töchterlein, Kyrieleis! Wir jagen sind die Höll hinein, Kyrieleis! Spieß voran, drauf und dran, Setzt aufs Klosterdach den roten Hahn! Geschlagen ziehen wir nach Haus, Heia hoho! Unsre Enkel fechten's besser aus, Heia hoho! Spieß voran, drauf und dran, Setzt aufs Klosterdach den roten Hahn! | We are the Geyer's Black Host, Hiya ho ho! And we want to scuffle with tyrants Hiya ho ho! Spears Advance! Forward march! Raise the red flames upon the cloister roof! We want to complain to God in Heaven Lord, have mercy! That we can't beat the priests to death, Lord, have mercy! Spears advance! Forward march! Raise the red flames upon the cloister roof! When Adam plowed and Eve spun, Lord, have mercy! Where was then the nobleman? Lord, have mercy! Spears advance! Forward march! Raise the red flames upon the cloister roof! Now we're 'gainst the fort, abbey, and church, Hiya ho ho! We keep no vows but the Holy Script Hiya ho ho! Spears advance! Forward march! Raise the red flames upon the cloister roof! We're led by Florian Geyer, Despite being outlaws! The Bundschuh he carries upon his flag Wears helmets and armor! Spears advance! Forward march! Raise the red flames upon the cloister roof! By Weinsberg we gave 'em fire and stench, Hiya ho ho! Many a man was put to the blade, Hiya ho ho! Spears advance! forward march! Raise the red flames upon the cloister roof! The nobleman's little daughter, Lord have mercy! We'll send her straight back to hell, Lord have mercy! Spears advance! Forward march! Raise the red flames upon the cloister roof! Beaten, we drag ourselves back home Hiya ho ho! Our grandchildren will fight a better fight Hiya ho ho! Spears advance! Forward march, Raise the red flames upon the cloister roof! | Troops of Geyer clad in black are we Heia o-ho And we will stamp out tyranny Heia o-ho Chorus Spearmen ho! Forward go! On the castle roof let the Red Cock crow Spearmen ho! Forward go! On the castle roof let the Red Cock crow When Adam dug and Eve did toil Heia o-ho No princes trespassed on their soil Heia o-ho Bold Geyer's men their arrows shoot The knights are laid low His banner bears a peasant's boot To stamp out the foe The noble's only God is pride Heia o-ho The Holy Scripture is our guide Heia o-ho We're beaten though our cause is right Heia o-ho Our sons will carry on the fight Heia o-ho |